# Schlange über Kreuzung

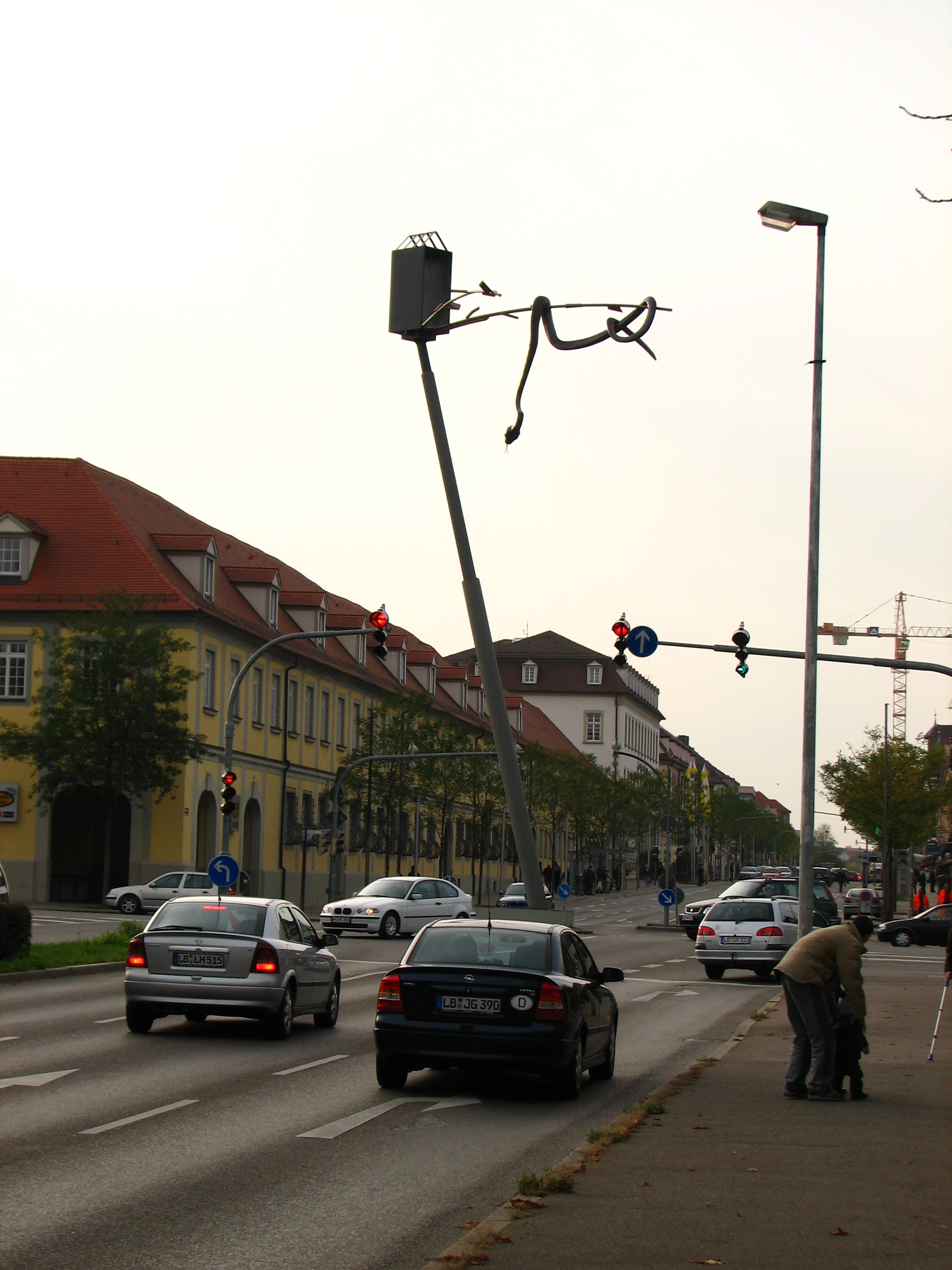
Die Kunstinstallation Schlange über Kreuzung

Die Schlange über Kreuzung ist eine Kunstinstallation des niederländischen Künstlers Auke de Vries in Ludwigsburg.

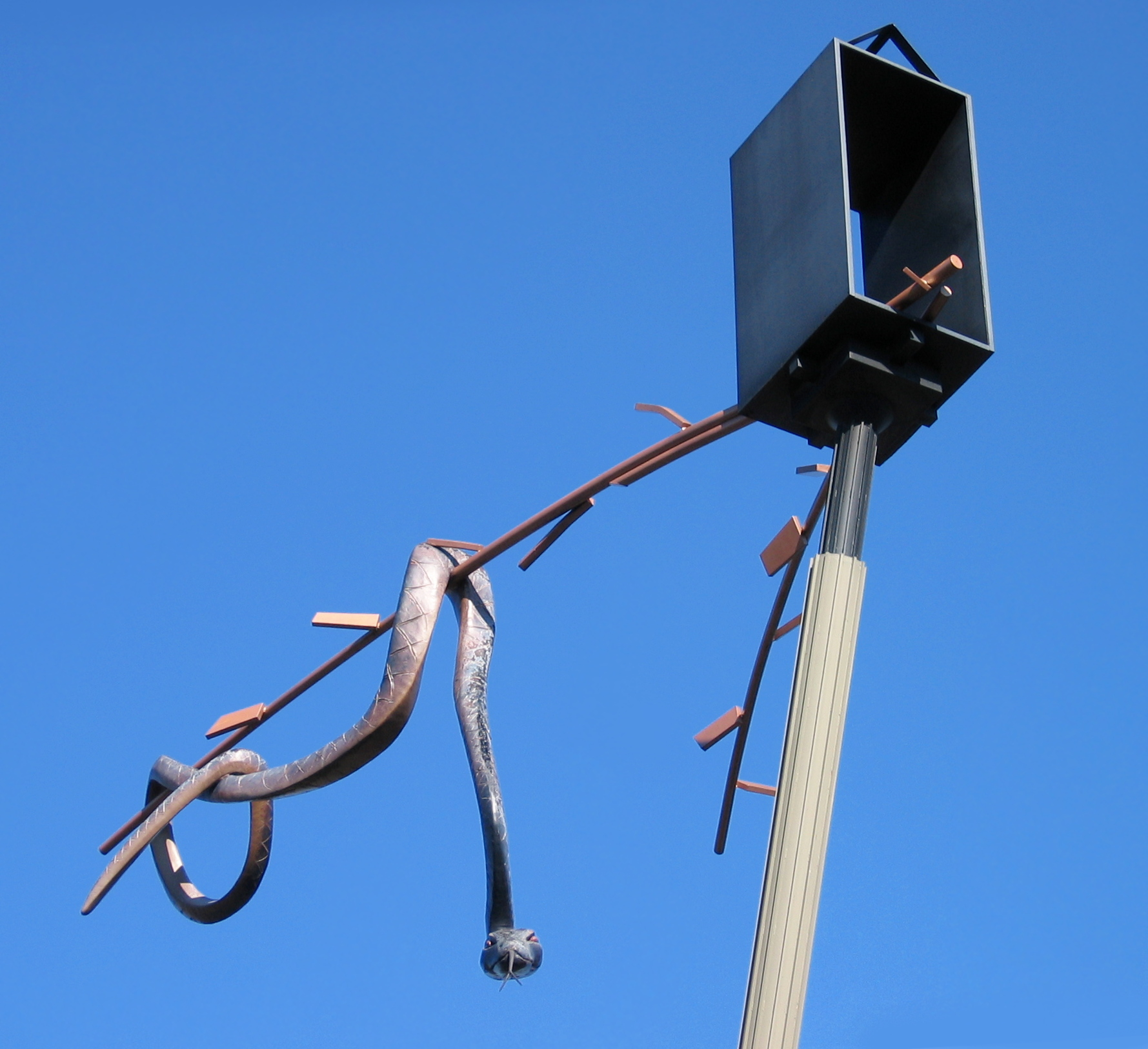

Anlässlich des Kunstprojekts Platzverführung schuf de Vries das Kunstobjekt aus Kunststoff und Stahl. Die Höhe der Plastik beträgt 21 Meter, die Länge der Schlange rund 12 Meter bei einem Gewicht von 180 kg. Das 1992 über der als Sternkreuzung bekannten Kreuzung von Wilhelm- und Schlossstraße (B 27) angebrachte Haus mit Zweigen und Schlange ruht auf einem schräg angebrachten Träger. Die Plastik wurde von der Badischen Landesbank für 250.000 DM gekauft und der Stadt Ludwigsburg geschenkt.
Die mit der Aufstellung einhergehenden Einschränkungen des Verkehrs durch Sperrung einer Abbiegespur führten zu Kontroversen.
Die Skulptur ist nach anfangs kontroverser Meinungen inzwischen im Stadtbild von Ludwigsburg angekommen und wurde im Jahr 2006 vom Erbauer restauriert. Alke Hollwedel, Leiterin des Ludwigsburg Museum sieht die Skulptur als eines der Wahrzeichen der Stadt. Im Jahr 2024 ist die Kreuzung provisorisch zu einem Kreisverkehr umgebaut worden, ein dauerhafter Umbau zum Kreisverkehr ist geplant.